# Красный Городок (Красноярский район)
Кра́сный Городо́к — посёлок в Красноярском районе Самарской области России. Входит в состав сельского поселения Большая Раковка.

## География
Посёлок находится на правом берегу реки Сок, на расстоянии примерно 22 км (по прямой) на северо-восток от села Красный Яр, административного центра района.

## Население
| 2010 |
| ---- |
| 563  |

### Национальный состав
Согласно результатам переписи 2002 года, в национальной структуре населения русские составляли 86 % из 555 чел.

## Инфраструктура
В посёлке расположен Большераковский пансионат для инвалидов (дом-интернат для психических больных).